# Moses Chan

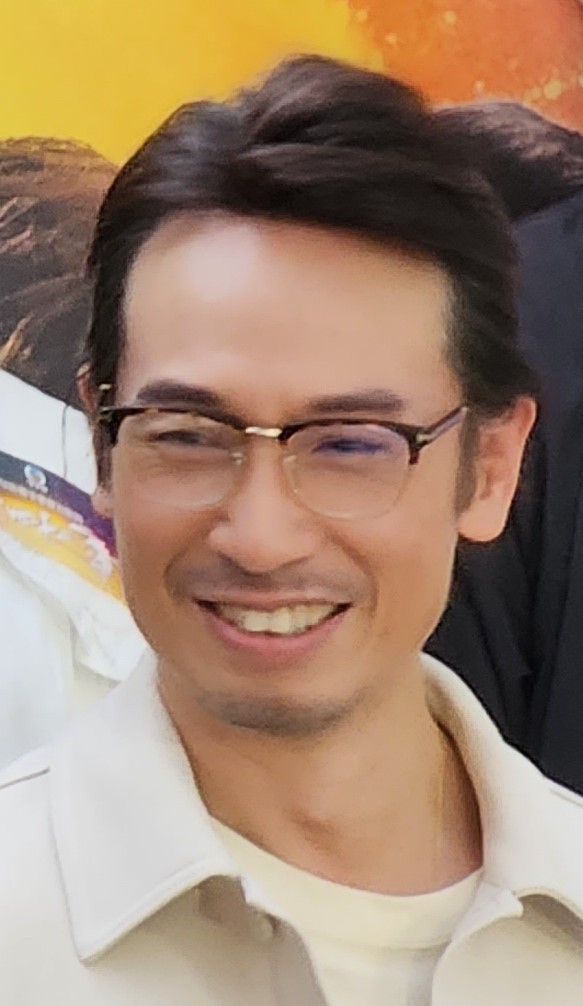
Moses Chan (2023)

Moses Chan (eigentlich Chan Ho, chinesisch 陳豪 / 陈豪, Pinyin Chén Háo, Jyutping Can4 Hou4, kantonesisch Chan Ho; * 16. April 1971 in Hongkong) ist ein chinesischer Schauspieler und Sänger aus Hongkong.

## Karriere
Moses Chan debütierte als Schauspieler im Film Twenty Something aus dem Jahr 1994. Bis 2001 war er hauptsächlich in Kinofilmen zu sehen, etwa unter der Regie von Tsui Hark in The Blade (1995), Tristar (1996) und Knock Off (1998).
Im Jahr 2000 begann er eine Karriere als Fernsehschauspieler bei Television Broadcasts Limited (TVB). 2002 spielte er Cho Chi Woon in seinem ersten Historiendrama Where the Legend Begins und wurde bei den TVB Anniversary Awards mit einem Publikumspreis ausgezeichnet. Wegen seiner Rolle Tong Chi On in der Erfolgsserie Heart of Greed aus dem Jahr 2007 gewann er bei den TVB Anniversary Awards zwei weitere Preise, als bester männlicher Hauptdarsteller und als beliebteste männliche Rolle.
Moses Chan hat darüber hinaus Titelmelodien und Lieder für einige Fernsehserien gesungen.

## Privatleben
Chan ist seit 2013 mit der chinesischstämmige Kanadierin und Schauspielkollegin Aimee Chan Yan-mei (陳茵媺,  Chén Yīnměi, Jyutping Can4 Jan1mei5, kantonesisch Chan Yan-mei) verheiratet. Sie haben zwei Söhne und eine Tochter.

## Filmografie (Auswahl)

### Filme
- 1994: Twenty Something (晚九朝五)
- 1994: In the Heat of Summer (點指兵兵之青年幹探)
- 1995: Happy Hour (歡樂時光)
- 1995: Those Were the Days… (慈雲山十三太保)
- 1995: Wind Beneath the Wings (空中小姐)
- 1995: Enemy Shadow (影子敵人)
- 1995: The Blade (刀)
- 1996: The Movie Story (電影故事)
- 1996: Tristar (大三元)
- 1996: Young and Dangerous 2 (古惑仔2之猛龍過江)
- 1996: Lost and Found (天涯海角)
- 1996: Black Mask (黑俠)
- 1996: God of Gambler 3 (賭神3之少年賭神)
- 1997: Aces Go Places (最佳拍擋之醉街拍擋)
- 1997: Intruder (恐怖雞)
- 1998: Knock Off (KO雷霆一擊)
- 1998: Hong Kong Night Club (香港大夜總會)
- 1998: Casino (濠江風雲)
- 1999: Gen-X Cops (特警新人類)
- 1999: Purple Storm (紫雨風暴)
- 1999: The Legend of Speed (烈火戰車2極速傳說)
- 2000: Violent Cops (暴力刑警)
- 2000: Miles Apart (里情)
- 2000: Roaring Wheels (飆車之車神傳說)
- 2001: Everyday is Valentine (情迷大話王)
- 2001: Sharp Guns (險角)
- 2001: The Saving Hands (最激之手)
- 2001: Dummy Mommy, Without a Baby (玉女添丁)

### Fernsehserien (TVB)
- 2000: Healing Hands II (妙手仁心II)
- 2001: Armed Reaction III (陀槍師姐III)
- 2001: ICAC Investigators 2001
- 2002: Where The Legend Begins (洛神)
- 2002: Family Man (絕世好爸)
- 2002: Take My Word For It (談判專家)
- 2002: The Battle Against Evil (轉世驚情)
- 2002: Love And Again (駁命老公追老婆)
- 2003: Back To Square One (撲水冤家)
- 2003: Perish In The Name Of Love (帝女花)
- 2003: Better Halves (金牌冰人)
- 2003: Aqua Heroes (戀愛自由式)
- 2003: Riches And Stitches (鳳舞香羅)
- 2004: Split Second (爭分奪秒)
- 2004: War And Beauty (金枝慾孽)
- 2005: Love Bond (心花放)
- 2005: The Gentle Crackdown (秀才遇著兵)
- 2005: Healing Hands III (妙手仁心III)
- 2005: The Charm Beneath (胭脂水粉)
- 2006: The Dance Of Passion (火舞黃沙)
- 2006: Land Of Wealth (滙通天下)
- 2006: The Battle Against Evil (轉世驚情)
- 2007: Heart Of Greed (溏心風暴)
- 2007: The Ultimate Crime Fighter (通天幹探)
- 2008: Moonlight Resonance (溏心風暴之家好月圓)
- 2008: The Gem Of Life (珠光寶氣)
- 2009: Beyond The Realm Of Conscience (宮心計)
- 2010: In The Eye Of The Beholder (秋香怒點唐伯虎)
- 2010: Fly With Me (飛女正傳)
- 2010: Can’t Buy Me Love (公主嫁到)
- 2011: Yes, Sir. Sorry, Sir! (點解阿Sir係阿Sir)
- 2011: When Heaven Burns (天與地)
- 2012: Let It Be Love (4 In Love)
- 2012: Master of Play (心戰)
- 2012: The Last Steep Ascent (天梯)
- 2013: Beauty At War (金枝慾孽貳)
- 2013: Will Power

## Lieder
- 賜我一死: The Ultimate Crime Fighter
- 川流不息: Land of Wealth
- 痕跡: The Charm Beneath
- 明知不知傻痴痴: The Gentle Crackdown mit Niki Chow
- 心裡話: Love Bond mit Michael Tao, Kenix Kwok und Bernice Liu
- 心花無限: Love Bond